# Новичанський район
Новича́нський район — колишній район у складі Станіславської області УРСР. Центром району було село Новиця.

## Історія
17 січня 1940 року Калуський повіт було розділено на три райони — Калуський, Новичанський та Войнилівський.
До Новичанського району відійшли села ґмін Лдзяни, Новіца і Ясєнь й утворено 18 сільських рад:
- Берлоги,
- Грабівка,
- Завій,
- Камінь,
- Красне,
- Ландестрой,
- Лдзяни,
- Небилів,
- Новиця,
- Петранка,
- Рівня,
- Середній Угринів,
- Сливки,
- Слобода-Небилівська,
- Слобода-Рівнянська,
- Старий Угринів
- Топільське
- Ясень

Першим секретарем райкому компартії призначили А. А. Уксусова, до того — другий секретар Котовського райкому.
За наказом НКВС СРСР No 00244 «Про організацію міських і районних відділів НКВС в Українській РСР» від 26 лютого 1940 року замість повітових відділів НКВС створені районні відділення НКВС, зокрема РВ в Новиці, яке наказом НКВС СРСР від 16 грудня 1940 року перенесене до Перегінська.
Указом Президії Верховної Ради УРСР 16 листопада 1940 р. з Рожнятівського району передані до Новичанського району Перегінську селищну та Решнятівську і Вільхівську сільські ради (тобто, всю територію колишньої ґміни Перегіньск Долинського повіту), райцентр перенесено з села Новиця в селище Перегінське і район перейменовано на Перегінський.